# Françoise Mirguet
Pour les articles homonymes, voir Mirguet.
Françoise Mirguet est une universitaire spécialiste de l'hébreu biblique et de l'histoire des émotions née en 1980 en Belgique.

## Biographie
Françoise Mirguet est née en 1980 en Belgique. Elle a obtenu son doctorat en 2007 à l’université catholique de Louvain. Après avoir obtenu une bourse postdoctorale du Conseil belge de la Recherche — FNRS, Françoise Mirguet devient professeure adjointe à l’université d'État de l'Arizona, chargée de projet et chargée de cours. Elle y enseigne notamment l'hébreu biblique, la littérature juive ancienne et les débuts du christianisme.

## Travaux
Les recherches de Mirguet portent principalement sur les émotions dans la littérature juive ancienne, la compassion, la culture juive et les écrits bibliques.
Ses recherches portent sur les écrits judaïques et l’histoire. Dès 2009, elle se distingue à la suite de la publication de La représentation du divin dans les récits du Pentateuque, qui est une poursuite de sa thèse de doctorat.
Ses travaux sont très axés sur la compassion et la littérature judaïque. En particulier, dans An early history of compassion: emotion and imagination in Hellenistic Judaism, elle analyse l'articulation entre pitié et compassion, avec les constructions sociales qui leur sont attachées dans le fil de l'Histoire, et montre comment selon elle, ces deux notions qui étaient absentes de la bible hébraïque, apparaissent dans les traductions et les reprises de citation dans la littérature hellénojudaïque.

## Publications
- Mirguet, F. (2009). La représentation du divin dans les récits du Pentateuque : médiations syntaxiques et narratives, Leiden, Brill[6],[9]
- Mirguet, F. (2017). An early history of compassion: emotion and imagination in Hellenistic Judaism. Cambridge university press[10].